# أنغشت (زين أباد)
أنغشت (بالفارسية: انگشت) هي قرية تقع في إيران في قسم زين أباد الريفي.